# 경기후퇴

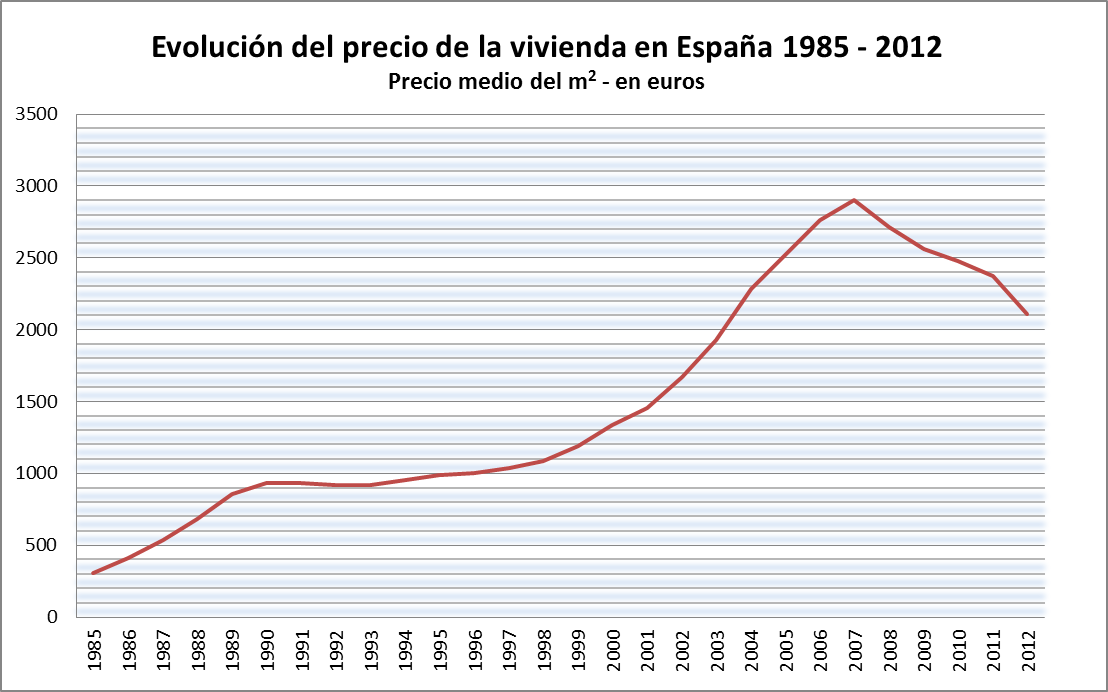
1985년부터 2012년까지 스페인의 부동산 가격. 2008년 대침체에 따른 버블 붕괴 이후 지속적인 경기후퇴를 보이고 있다.

경기후퇴(景氣後退, recession)는 경기 순환의 여러 국면에서 경기가 하락하는 상태, 즉 경제 활동의 전반적인 감소로 나타나는 경제 활동 위축이다.
경기후퇴는 일반적으로 경제 주체의 소비가 감소했을 때 발생한다. 금융위기, 여러 상황에 따른 무역 축소, 경제 버블의 붕괴, 대규모 자연재해, 팬데믹과 같은 질병의 유행 등이 일으키는 부정적인 수요충격이 원인이다. 경기후퇴가 지속되어 경제의 전반적 상태가 나빠진 것을 불황(不況, depression)이라고 한다. 불황이 보다 큰규모로 오래 지속되면 경제 활동 위축이 경기후퇴를 가속화시키는 악순환을 반복하는 공황 상태로 진입할 수 있다.
경기후퇴를 판정하는 기준은 나라마다 조금씩 다르지만 대개 일정 기간 동안 연속해서 국내총생산(GDP)가 감소하는 국면을 경기후퇴로 본다. 미국의 경우 여러 달 동안 실질 GDP, 실질 소득, 고용, 산업의 생산량, 총소비액 등이 감소세를 보이면 경기후퇴로 판정한다. 영국의 경우 2분기 연속 경제 부진이 이어지면 경기후퇴로 본다 대한민국은 명확히 정의된 기준이 없지만 전기 대비 경제 성장이 일정 정도 이상 둔화될 경우 경기후퇴로 평가하며 일반적으로 한국은행의 경기종합지수를 판단의 근거로 사용한다.
경기후퇴가 발생하면 정부는 대개 불황 해소를 위해 거시경제적인 경기부양 정책을 펼친다. 통화의 유동성을 늘리는 통화 정책을 시행하고, 정부 스스로가 추가 예산을 통해 재정 지출을 늘리고 세금을 감면하는 재정 정책도 사용된다.
경기후퇴는 이유가 어떤 것이든 수요 위축을 뜻하는 것이기 때문에 점차 시장의 가격에도 영향을 미친다. 수요-공급 곡선 이론에 따라 수요가 줄면 가격이 하락하는 경향을 보이므로 경기후퇴는 디플레이션의 원인으로 작용한다.

## 정의
1974년 미국 노동정책국의 자문위원이었던 줄리어스 쉬스킨은 《뉴욕타임스》에 실린 기고문에서 연속 2분기의 GDP 하락과 함께 경기후퇴를 판정하는 몇가지 기준을 제시하였다. 시간이 흐르면서 다른 조건들은 더 이상 판정 기준으로 쓰이지 않지만, 일부 경제학자들은 GDP 하락 외에도 최근 12개월 사이의 실업율이 1.5 - 2 % 이상 상승할 경우 경기후퇴로 정의한다.
미국의 민간 연구소인 전미경제연구소는 "수개월 이상 지속되는 경제 활동의 전반의 확연한 침체로 실질 GPD, 실질 소득, 고용, 산업 생산, 총매출 등이 감소할 때" 경기후퇴가 발생하였다고 판정한다. 이 정의는 경제학자들과 기업, 정부 기관도 널리 사용한다.

## 원인
경제 활동에서 수요 감소를 일으키는 모든 것이 경기후퇴의 원인이 될 수 있다. 투자나 신용의 문제로 생기는 금융 위기는 광범위한 경기후퇴의 대표적인 원인이다. 실물경제의 순환에 비해 지나치게 과열된 지대추구 때문에 일어나는 버블이 무너지면 장기적인 경기침체를 겪을 수 있다. 2019년 말에서 2020년 초까지 이어진 오스트레일리아 산불은 생태계 재앙이었을 뿐만아니라 오스트레일리아의 경제 활동에 커다란 타격을 주었다. 2019년 말에 시작되어 2020년 세계적으로 유행하고 있는 코로나19 범유행으로 각국은 사람들이 모이고 이동하는 데 큰 제약을 둘 수 밖에 없고 이에 따른 소비 감소는 코로나바이러스 경기후퇴의 원인이 되었다.
자연재해나 펜데믹과 같은 예측할 수 없는 원인을 고려하지 않더라도 자본주의 경제 체제가 시작된 근대 이후 경기 순환은 계속하여 호경기와 불경기를 오갔다. 반복적인 경기침체는 경험적으로 확인되는 뚜렷한 현상이지만 언제 왜 경기후퇴가 시작되는 지에 대한 일반적인 이론은 없다. 다만 거시경제의 관점에서 통화량을 중심으로 살피는 통화론자와 실물경제를 중심으로 살피는 실물주의자들이 자신의 관점에 따른 설명을 제시하고 있을 뿐이다. 한편, 비주류 경제학의 하나인 마르크스주의 경제학은 자본주의가 기본적으로 이윤율 하락을 벗어날 수 없기 때문에 시장이 이윤 한계에 도달하면 불황이 발생하고, 그 결과 일부 기업이 버티지 못하고 도산하여 공급량이 조절되면 경기가 회복된다고 파악한다. 마르크스주의 경제학은 불황을 피할 수 없는 파국으로 설명하지만 그럼에도 파국을 맞은 것은 현실 사회주의 국가들이지 자본주의 국가들이 아니란 점을 명확히 설명하지 못하고 있다.

### 통화론

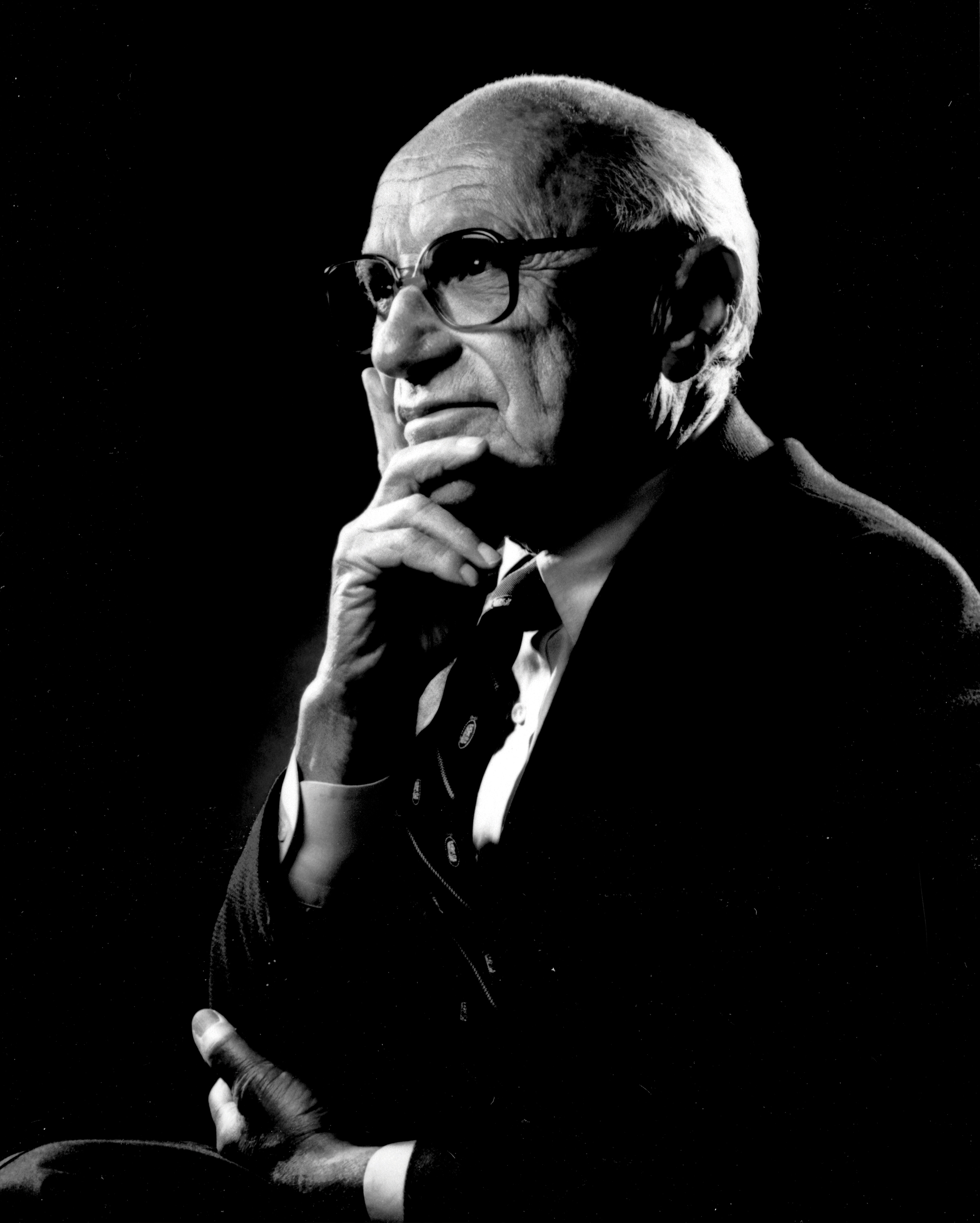
통화론을 주장한 밀턴 프리드먼

통화론은 신자유주의의 기반이 되는 이념으로 1970년대에 밀턴 프리드먼이 아이디어를 제시하였다. 통화론자들은 경기 순환이 정부의 통화량 조절대문에 발생한다고 보고 정부의 과도한 시장개입이 오히려 경제의 순환을 방해하여 경기후퇴의 원인이 되었다고 주장한다. 통화론은 1980년대의 레이거노믹스 이후 주류 이론으로 부상되어 미국을 비롯한 여러 나라의 통화 정책에 큰 영향을 미쳤으며 정부의 재정 건전성 유지를 위해 일정 비율 이상의 인플레이션 이전에는 정부가 시장에 개입하면 안된다는 주장의 근거로 사용된다. 그러나 2007-2008년 세계 금융 위기 이후 일어난 대침체를 예측하지 못하면서 통화론은 거센 비판을 받게 되었다. 2009년 왜 금융위기를 예측하지 못하였느냐는 영국 여왕의 질문에 대해 영국의 경제학자들은 전체 시스템을 조망하지 못한 경제학의 실패를 인정하면서 사실상 통화론이 잘못되었음을 시인하였다. 2020년 코로나19에 따른 경기후퇴 상황에서 세계 여러나라들은 통화론의 주장을 버리고 적극적인 시장개입을 시도하고 있다.

### 실물적 경기변동이론
실물적 경기변동이론은 산업의 역할을 강조하는 신고전학파의 이론이다. 통화론이 경제 주체 가운데 정부를 경기 순환의 주된 역할자로 파악하는 이론인 반면에 실물적 경기변동이론은 기업의 생산성이 경기 순황의 주요 원인이라고 주장하는 이론이다. 에드워드 프레스콧 등이 1980년대에 제기한 이론으로 생산성에 충격이 발생할 때 경기 변동이 시작된다는 이론으로 기술혁신과 같은 새로운 생산성 향상이 나타나 공급 충격이 생기거나 국제 분쟁으로 무역 상황이 급변하여 수요 충격이 생기면 경기 변동이 생긴다고 여긴다. 이 모형은 경제주체가 항상 합리적으로 판단하여 시장에 개입하며 한 나라의 경제는 해외의 투자 유입, 투자자의 위험 회피 경향, 수출입의 증가 또는 감소 등에 영향을 받는다고 가정하고 있다. 실물적 경기변동이론에 따르면 생산성 충격이 발생하여도 투자와 고용은 충격에 비해 시간적으로 차이를 두고 반응하기 때문에 경기 변동이 발생한다. 실물적 경기변동이론을 바탕으로 한 동태확률일반균형 모형은 경제 주체의 여러 성향과 활동을 수리적으로 예측하는 모형으로 찬반 논란이 뜨겁다. 찬성측은 이 모형이 경기 예측에 도움을 준다는 입장이지만, 반대측은 모형의 전제에 자의적 가정이 많다고 비판한다.

### 마르크스주의 경제학
마르크스주의 경제학은 경기 순환을 자본의 이윤 추구와 연결지어 파악한다. 마르크스주의는 경제적 가치 창출의 원동력을 노동으로 보고 자본은 산업 수단을 통해 노동이 창출한 가치의 일부인 잉여가치를 이윤으로 축적한다고 주장한다. 그런데 산업의 규모가 커지면 투자에 비해 이윤의 비율이 계속하여 하락하는 이윤 하락이 발생하고 이것이 일정 한계치에 다다르면 시장의 경쟁자 가운데 일부가 도태되지 않고서는 해결되지 않는 상황을 맞이하는 데 이것이 불황이라는 것이다. 불황기를 거치며 자본의 일부가 도산하여 증발되면 이윤율이 다시 회복되어 경기가 반전하지만 일정 기간이 지나면 다시 똑같은 상황에 빠질 수 밖에 없기 때문에 주기적인 불황이 발생한다고 본다. 영국 출신의 마르크스주의 경제학자 마이클 로버츠는 이익율 하락 이론으로 현실 경제를 분석하여 2009년의 대침체를 예언한 바 있다. 그는 세계 경제가 지속적인 이익율 하락을 겪고 있으며 20세기 중반 이후 이미 장기적인 불황 상태를 보이고 있다고 평가한다.
그러나 전통적인 마르크스주의 경제학은 지난 200년 사이에 자본주의가 여전히 세계적인 경제체제를 유지하고 있다는 점과 러시아 혁명이후 탄생한 사회주의 국가들이 결국 붕괴되었다는 점을 명확히 설명하지는 못한다. 마르크스주의 경제학을 지지하는 사람들은 자본주의에 위기가 오면 국가가 개입하여 해결하며 이는 지배층을 위한 강제적 경제 재편이란 점에서 비판되지만 결국 국가의 공적 개입 없이는 자본주의마저 존립할 수 없다는 점에서 사회주의의 가능성을 보인다고 평가한다. 이와 같은 국가의 공적 개입을 경제의 필수적 요소로 파악하는 경제학자로 장하준이 있다.

## 양상
일시적인 경기후퇴의 경우 원인이 사라지면 경기회복 역시 빠르게 일어난다. 그러나 규모가 크고 기간이 긴 경기후퇴는 경기 주체의 상황에 따라 다양한 양상으로 전개될 수 있다.

### 더블딥

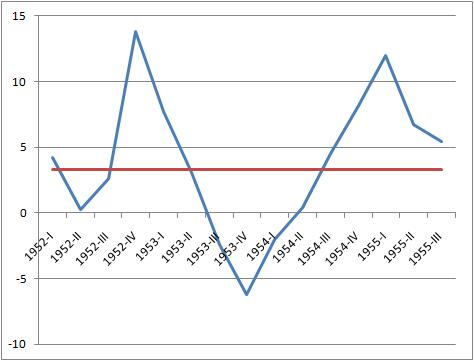
1953년 미국의 더블딥

더블딥은 경기후퇴에서 미쳐 벗어나기 전에 다시 경기후퇴가 반복되는 현상이다. 경기 그래프가 두번의 하강을 보이며 W자를 그린다는 이유로 "더블유 경제구조"라고도 불린다. 2020년 미국의 경기는 코로나19의 대확산으로 급격히 하락하였다가 5월 이후 안정세를 보이며 상승하였으나 2차 대유행이 시작되며 더블딥을 보이고 있다. 더블딥은 일반적으로 정부의 시장 개입이 실패한 증거로 제시된다.

### 대차대조표 경기후퇴
대차대조표 경기후퇴(Balance sheet recession)은 자산가치가 급락하여 장부상 표기보다 실제 가치가 큰차이를 보이며 하락하는 경우에 발생한다. 자산의 실제 가치가 떨어진 뒤 재평가 되면 재무재표의 부채 비율은 그에 반비례하여 크게 상승되기 때문에 기업의 재정건전성이 급격히 악화되고 투자와 고용의 여력을 잃게 된다. 일본의 버블 붕괴와 그에 따른 장기불황이 대표적인 사례이지만 비슷한 사례는 미국과 중국에서도 확인할 수 있다.

### 유동성 함정
유동성 함정은 중앙은행이 통화량을 늘려도 시중 이자율을 떨어트리거나 통화정책을 강화시킬 수 없는 상황이다. 장기 불황이 예견되면 경제 주체들은 늘어난 통화를 소비로 돌리기 보다는 저축으로 전환한다. 이때문에 거시경제 정책으로 이자율을 낮춰도 실물 경제에선 기대하는 효과를 거두기 어렵다. 시장의 미래를 예측하기 어려운 상황에서도 발생한다.

### 저축의 역설
경제 활동을 하는 개개인은 자신의 소득을 높이기 위해 노력하고 미래의 불확실성에 대비하고자 저축을 한다. 그러나 개개인이 저축에 중점을 두면 전체 소비는 둔화되기 때문에 경기 후퇴를 가져올 수 있다. 기업의 입장에서는 가계가 소비를 늘리는 것이 자신들의 매출로 연결되기 때문에 자주 소비 진작을 위한 정책을 주문한다. 기업의 매출 감소는 투자와 고용둔화로 이어질 수 있기 때문에 한편으로는 일리가 있는 주장이지만, 경기후퇴 국면에서 그 책임을 가계에만 전가하며 개개인의 당연한 행복추구를 비난한다는 비판이 있다. 한편 대한민국의 경우 기업의 자금조달은 1990년대 이후 저축을 통해 이루어진 은행 자금의 대출에서 주식을 통한 직접 조달로 변화했는데 가장 큰 이유는 정기 저축 예금의 금리가 크게 낮아져 더 이상 수익을 기대할 수 없었기 때문이다.

## 파급
경기후퇴는 사회 전반에 걸쳐 부정적 영향을 미친다. 매출이 둔화된 기업은 고용을 줄이고 그 결과 실업률이 오르게 된다. 장기적인 저성장 상태는 특히 새로 고용시장에 들어오는 청년층에게 큰 문제가 된다. 또한 침체기의 고용은 노동조건 역시 악화되어 향후 노동자 개인의 일생에도 영향을 미친다. 급여인상의 기준이 되는 초봉이 낮은 금액으로 시작되기 때문에 오랫동안 일해도 여전히 저임금 상태로 남아있기 쉽다. 또한 경기후퇴에 따른 고용감소는 비정규 일시적 노동부터 진행되기 때문에 노동자 사이에서도 직군에 따른 양극화 현상이 나타난다.

### 고용의 질
경기후퇴는 고용의 질을 크게 악화시킨다. 2009년 대침체 시기 대한민국에서 이전에는 청년층의 임시직이라고 인식되었던 아르바이트 노동 시장에 생계를 위해 진입한 장년층 프리터족이 크게 늘었다. 대학을 졸업한 고학력자의 경우도 프리터족 대열에 합류하였고 2019년 인크루트를 통해 아르바이트 노동을 신청한 대졸 이상의 구직자는 전체의 39.2 %에 달했다. 2020년 코로나19 사태 속에서 이루어진 알바몬의 설문에서 스스로를 프리터로 생각한 사람은 응답자의 42%로 아르바이트 노동이 더 이상 취직 전의 일시적 노동이 아닌 지속적인 생계를 위한 노동이 되었음을 보여주었다.

### 소비

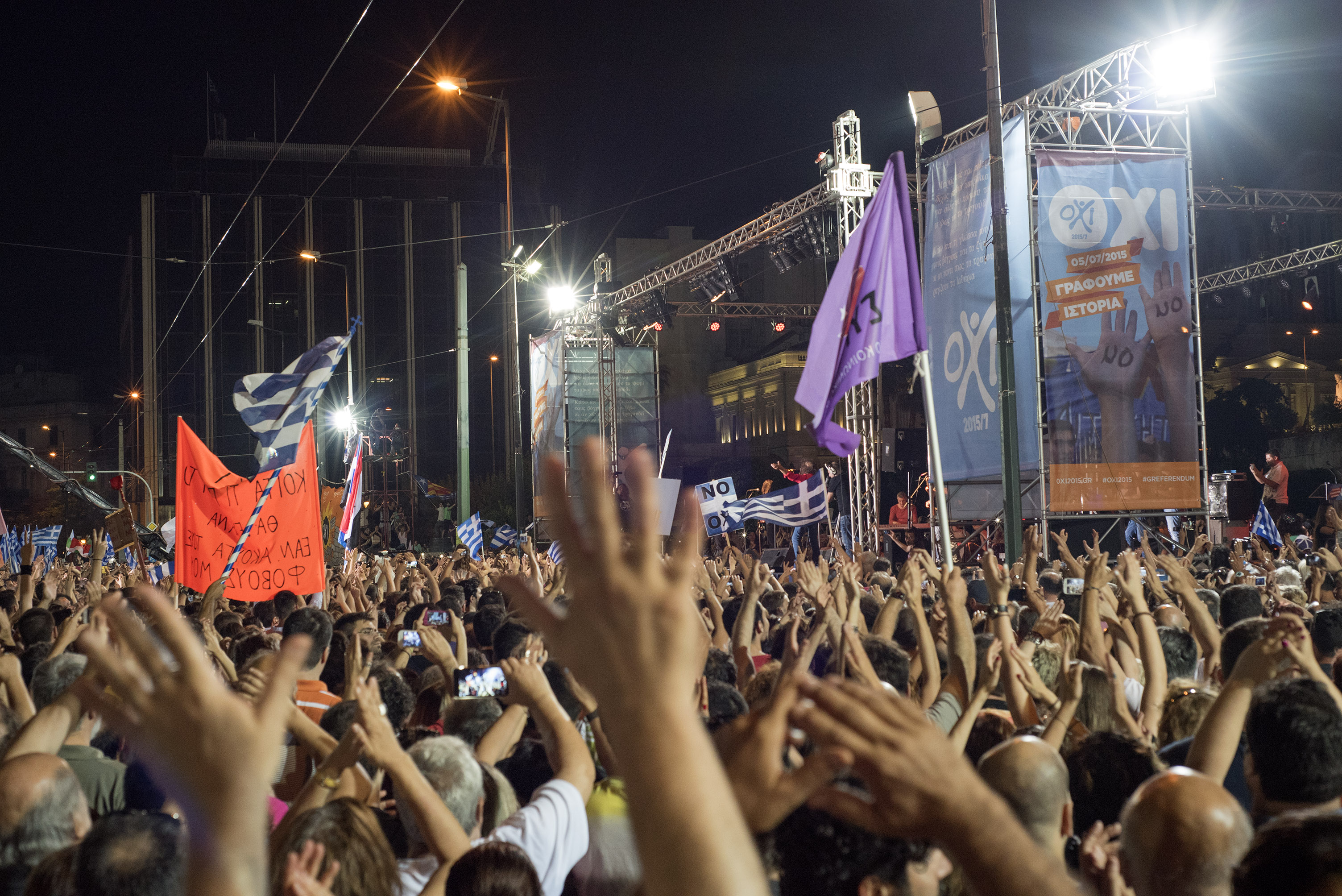
2015년 그리스 구제금융 국민투표 당시 유럽연합과의 합의에 항의하는 시민들

경기후퇴는 생활 수준에도 영향을 미친다. 2009년 대침체 이후 세계 각국은 뚜렷한 장기 침체를 보였다. 그리스의 경우 한때 청년실업율이 60%에 달하며 사회적 문제가 되었고 유럽연합 잔류에 상당한 진통을 겪었다. 브라질의 경우 경기침체 속에 치러진 2014년 FIFA 월드컵의 막대한 재정 지출은 결국 지우마 호세프 대통령을 탄핵으로 이끈 원인이 되었다. 대한민국은 21세기 초 정보통신기술 산업의 버블이 붕괴한 이후 오랫동안 장기 불황의 양상을 보였으며 2000년대 초 전체 경제 성장에 60% 정도의 기여를 하였던 가계 소비는 2010년에 들어 그 절반 정도인 20% - 40%에 그쳤다.
장기 경기 침체는 소비 활동에 큰 영향을 미친다. 미국의 경우 일정 나이가 되면 따로 독립하여 살던 관습이 있었으나 대침체 이후 미혼 자녀가 부모의 집에 계속 거주하는 비율이 크게 늘었다. 경기침체기에는 당장의 생활에 지장을 주지 않는 여행, 문화, 취미 활동에 대한 소비가 줄어들지만 이른바 "가성비"가 좋은 "소소하지만 확실한 행복"인 소확행을 찾는 소비가 늘어나게 되고 식사와 술의 소비도 혼자서 즐기는 "혼밥", "혼술"과 같은 소비 생활을 보인다. 불황기에는 소득이 줄어드는 계층뿐만 아니라 여전히 소득이 증가하는 계층에서도 소득대비 소비의 비중을 늘리지 않는다.

## 같이 보기
- 경기 순환
- 경제 공황
- 인플레이션
- 디플레이션
- 스태그플레이션
- 개인회생 신청 자격